# Ivodea confertifolia
Ivodea confertifolia är en vinruteväxtart som beskrevs av René Paul Raymond Capuron. Ivodea confertifolia ingår i släktet Ivodea och familjen vinruteväxter. Inga underarter finns listade i Catalogue of Life.